# Alto Los Cardales
Alto Los Cardales is een plaats in het Argentijnse bestuurlijke gebied Campana in de provincie Buenos Aires. De plaats telt 2.363 inwoners.